# Galgovo
Galgovo – wieś w Chorwacji, w żupanii zagrzebskiej, w mieście Samobor. W 2011 roku liczyła 686 mieszkańców.